# Błyskoporek rozpostarty
Błyskoporek rozpostarty (Inonotus hastifer Pouzar) – gatunek grzybów z rzędu szczeciniakowców (Hymenochaetaceae).

## Systematyka i nazewnictwo
Pozycja w klasyfikacji według Index Fungorum: Inonotus, Hymenochaetaceae, Hymenochaetales, Agaricomycetidae, Agaricomycetes, Agaricomycotina, Basidiomycota, Fungi.
Po raz pierwszy opisał go w 1981 r. Pouzar i nadana przez niego nazwa naukowa jest aktualna.
Polską nazwę „włóknouszek wielokształtny” w 1965 zaproponował S. Domański, w 1999 Wojewoda podał nową nazwę „Błyskoporek rozpostarty” zgodną z obecną nazwą rodzaju Inonotus.

## Występowanie i siedlisko
Występuje w Ameryce Północnej, Europie. Najwięcej stanowisk podano w Europie. W Polsce podano stanowiska w Sudetach i Bieszczadach. Aktualne stanowiska podaje także internetowy atlas grzybów. Znajduje się w nim na liście gatunków o niekreślonym zagrożeniu oraz na polskiej Czerwonej Liście. Rośnie w lasach liściastych, na martwych pniach graba i buka.